# Neuhofen an der Krems
Neuhofen an der Krems é um município da Áustria localizado no Linz-Land, no estado de Alta Áustria.